# Villenauxe-la-Grande
Villenauxe-la-Grande è un comune francese di 2 811 abitanti situato nel dipartimento dell'Aube nella regione del Grand Est.

## Società

### Evoluzione demografica
Abitanti censiti